# Айморес (микрорегион)
Айморес (порт. Microrregião de Aimorés) — микрорегион в Бразилии, входит в штат Минас-Жерайс. Составная часть мезорегиона Вали-ду-Риу-Доси. Население составляет 	149 404	 человека (на 2010 год). Площадь — 	8315,265	 км². Плотность населения — 	17,97	 чел./км².

## Демография
Согласно сведениям, собранным в ходе переписи 2010 г. Национальным институтом географии и статистики (IBGE), население микрорегиона составляет:						
| Полное население                             | Полное население                             | Полное население                             | Полное население                             | 149 404 |
| -------------------------------------------- | -------------------------------------------- | -------------------------------------------- | -------------------------------------------- | ------- |
| в том числе:                                 | Городское население                          | 100 536                                      | Процент городского населения, %              | 67,29   |
|                                              | Сельское население                           | 48 868                                       | Процент сельского населения, %               | 32,71   |
|                                              | Мужское население                            | 73 809                                       | Процент мужского населения, %                | 49,40   |
|                                              | Женское население                            | 75 595                                       | Процент женского населения, %                | 50,60   |
| Плотность населения, чел/км²                 | Плотность населения, чел/км²                 | Плотность населения, чел/км²                 | Плотность населения, чел/км²                 | 17,97   |
| Население микрорегиона в % к населению штата | Население микрорегиона в % к населению штата | Население микрорегиона в % к населению штата | Население микрорегиона в % к населению штата | 0,76    |

## Статистика
- Валовой внутренний продукт на 2003 год составляет 571 279 096,00 реалов (данные: Бразильский институт географии и статистики).
- Валовой внутренний продукт на душу населения на 2003 год составляет 3920,57 реалов (данные: Бразильский институт географии и статистики).
- Индекс развития человеческого потенциала на 2000 год составляет 0,716 (данные: Программа развития ООН).

## Состав микрорегиона
В составе микрорегиона включены следующие муниципалитеты:
1. Айморес
2. Алваренга
3. Консейсан-ди-Ипанема
4. Консельейру-Пена
5. Консельейру-Пена
6. Купараки
7. Гоябейра
8. Ипанема
9. Итуэта
10. Мутун
11. Покрани
12. Респлендор
13. Санта-Рита-ду-Итуэту
14. Тапаруба